# Paramathes tibetana
Paramathes tibetana är en fjärilsart som beskrevs av Otto Staudinger 1825. Paramathes tibetana ingår i släktet Paramathes och familjen nattflyn. Inga underarter finns listade i Catalogue of Life.